# Lola Gorostiaga
María Dolores Gorostiaga Saiz, née le 24 février 1957, est une femme politique espagnole membre du Parti socialiste ouvrier espagnol (PSOE).
Elle est présidente du Parlement de Cantabrie entre 2015 et 2019.

## Biographie

### Profession
Elle est titulaire d'une licence en lettres et philosophie, spécialisée en histoire moderne de l'Espagne. Elle a été directrice de l'école Atelier de Naos.

### Activités politiques
Elle est élue conseillère municipale de Piélagos en 1983 puis députée au Congrès des députés de 1991 à 1993 puis de 2000 à 2003. Elle est sénatrice au Sénat de 1996 à 2000.
En 2003, elle mène la liste du PSOE aux élections régionales et conclut un accord de gouvernement avec le PRC de Miguel Ángel Revilla. Elle devient alors vice-présidente du gouvernement de Cantabrie et conseillère aux Relations institutionnelles et aux Affaires européennes jusqu'en 2011.
Le 18 juin 2015, elle est élue présidente du Parlement de Cantabrie à la suite d'un nouvel accord avec le PRC.